# Gösta Ahlberg (statistiker)
För andra personer med samma namn, se Gösta Ahlberg
Karl Gustaf Ahlberg, känd som Gösta Ahlberg, född 29 mars 1907 i Köpings stadsförsamling i Västmanlands län, död 12 juli 1973 i Kungsholms församling i Stockholm, var en svensk statistiker.
Gösta Ahlberg var son till överlantmätaren Karl Ahlberg och Anna Lundin. Efter studentexamen i Härnösand 1924 och akademiska studier blev han filosofie kandidat vid Uppsala universitet 1927, filosofie licentiat 1937 och filosofie doktor i Stockholm 1953. Han var amanuens vid Statistiska institutionen i Uppsala 1937–1938, aktuarie vid Statistiska kontoret i Stockholm 1940 och Industriens utredningsinstitut 1942. Han blev lärare vid Göteborgs högskola 1946, Handelshögskolan i Göteborg 1947 och blev förste aktuarie vid Statistiska kontoret i Stockholm 1951. Gösta Ahlberg var också docent.
Han var expert 1938 års hälso- och sjukvårdsakkunniga samt medlem i Statistiska föreningen och Interna befolkningsunionen. Han författade skrifter i befolkningsstatistiska frågor.
Gösta Ahlberg gifte sig 1940 med Elisabeth Stenfelt (1904–1985), dotter till handlande Alrik Stenfelt och Bertha Rydén.
Han är begraven på Köpings kyrkogård på Öland tillsammans med familjerna Stenfelt och Glifberg.